# Јужни ветар 2: Убрзање (ТВ серија)
Јужни ветар 2: Убрзање је српска телевизијска серија из 2022. године, која је премијерно приказана на каналу Суперстар ТВ од 24. септембра до 2. октобра 2022. године. Садржи четири епизоде, односно делове истоименог филма из 2021. године. Претходник ове серије је серија 
Јужни ветар, а наследник је серија 
Јужни ветар: На граници.

## Радња
Петар Мараш користи предности стеченог статуса неприкосновеног вође српског подземља. Желећи да прошири посао и врати се у оквире закона, Мараш улаже илегално стечен новац у легалне послове и вребајући повољну прилику, он по задатку, са верним Баћом одлази у источну Србију.
Добили су задатак од државе да од сељака купе имовину за пролазак цеви за Јужни ток. Сељаци нуде своју понуду а Црвени им даје мање од 10% износа који су тражили. Сељаци прихватају, а Мараш цепа уговор. Одлучује да направи сопствени посао са сељацима и даје им дупло више од онога што им је Црвени понудио.
Марашев брат Ненад почиње на своју руку да води посао диловања, након чега га сарадник намешта Бугарима који га отму. Када Мараш сазна за то, илегално одлази у Бугарску и бежећи од граничне полиције, успева да сазна где се његов брат налази.
Помаже им Бугарин коме је намештено заједно са Ненадом, али је пуком срећом преживео. Заједно нападају село у ком се налази криминална група која је отела Ненада... 

## Улоге

### Главне
- Милош Биковић као Петар Мараш
- Миодраг Радоњић као Марко Милошевић „Баћа”
- Предраг Манојловић као Драгослав „Цар"
- Захари Бахаров као Кирил
- Јована Стојиљковић као Софија Мараш
- Радован Вујовић као Инспектор Танкосић
- Александар Берчек као Слободан Остојић „Црвени”
- Лука Грбић као Ненад Мараш
- Марјан Валев као Чавдар Митевски

### Епизодне
| Глумац            | Улога                |
| ----------------- | -------------------- |
| Мак Маринов       | Ангел                |
| Анастазија Еверал | Ели                  |
| Ненад Хераковић   | Дамир Мурић          |
| Асен Блатечки     | Борис                |
| Дарко Стошић      | Ђука                 |
| Младен Совиљ      | Дрка                 |
| Горан Навојец     | Томица               |
| Танасије Узуновић | Мирољуб Вујић Вуја   |
| Љубомир Николић   | Телохранитељ Црвеног |

## Епизоде
| Бр. еп. (укупно) | Бр. еп. (у сезони) | Наслов        | Редитељ         | Сценариста                         | Премијера           |
| --- | ------------------ | ------------- | --------------- | ---------------------------------- | ------------------- |
| 1 | 1                  | „Епизода 1.1” | Милош Аврамовић | Петар Михајловић и Милош Аврамовић | 24. септембар 2022. |
| Петар Мараш користи предности стеченог статуса неприкосновеног вође српског подземља. Желећи да прошири свој посао и врати се у оквире закона, Мараш улаже илегално стечен новац у легалне послове, и вребајући повољну прилику, он по задатку, са својим верним Баћом, одлази у источну Србију. Добили су задатак од државе да од сељака купе имовину за пролазак цеви за Јужни ток. Сељаци нуде своју понуду, а Црвени им даје мање од 10% износа који су тражили. Сељаци прихватају али Мараш узима уговор и цепа. Одлучује да направи сопствени посао са сељацима и даје им дупло више од онога што им је Црвени понудио. Марашев брат Ненад у сарадњи са Дамиром почиње на своју руку да води посао диловања дрогом. Али, то није оно најгоре. Ненад на своју руку са Дамиром одлучује да крене пут Бугарске по већу количину дроге. Када то буде сазнао од Танкосића, Мараш ће полудети и одлучити да прекине своје послове и крене за Ненадом. |                    |               |                 |                                    |                     |
| 2 | 2                  | „Епизода 1.2” | Милош Аврамовић | Петар Михајловић и Милош Аврамовић | 25. септембар 2022. |
| Мараш покушава да заустави Ненада да пређе границу са Бугарском, али не успева. Међутим, то га неће спречити да са Баћом на мотору илегално и они пређу границу. За њима креће гранична полицијска потера, али они успевају некако да им умакну кроз непроходне шумске путеве. За то време, Ненад, схвативши да Дамир игра прљаво и да покушава да му смести, зауставља ауто и почиње да се расправља са њим. Међутим, Дамир некако успева да га убеди да га не намешта и, хранећи му его како мора да се осамостали од брата, наговара га да што пре узму робу и врате се у Србију. Њих двојица настављају пут и долазе до договореног места где треба да преузму робу од Бугарина Кирила. Изненада, појављује се група бандита на челу са Чавдаром, који им отима дрогу и новац. У сукобу, Дамир бива убијен, Кирил тешко рањен, а Ненад отет. Недуго затим, Мараш и Баћа долазе на место где се одиграо окршај и затичу тешко рањеног Кирила од кога покушавају да сазнају где се налази Ненад. Баћа мисли да је добро што се Ненаду ово догодило да би схватио какав је њихов свет. Ненад успева телефоном да ступи у контакт са Марашом и да му објасни где се налази. Уз помоћ Кирила, Мараш и Баћа крећу пут места на којем Бугари држе Ненада. |                    |               |                 |                                    |                     |
| 3 | 3                  | „Епизода 1.3” | Милош Аврамовић | Петар Михајловић и Милош Аврамовић | 1. октобар 2022.    |
| Мараш покушава да умири Софију. Лаже је да је све у реду и да нема разлога за бригу, иако је она сазнала од Ели да је Ненад покупио све паре и пасош. Кирил одводи Мараша и Баћу код Ангела, свог одметнутог сина, који живи у шуми са члановима банде у блуду и разврату. Тамо је одсео и Чавдар, који је отео Ненада. Ненад успева да украде телефон од отмичара и да се јави брату, али бива откривен и поново одведен. Утом код Ангела стижу Мараш, Баћа и Кирил где извршавају масакр над промискуитетном бандом. Од рањеног Ангела сазнају да им је план био да затворе турски канал и да дрогу продају Румунима. Након тога, Кирил убија сина. Софија одлази код Цара у болницу и говори му да је Мараш у проблему и да морају да му помогну. Уз помоћ Дрке, они настоје да ступе у контакт са Црвеним. Мараш и Баћа крену у село у којем Чавдар држи Ненада. За то време, Софија успева да нађе Црвеног у напуштеном хотелу и уз претњу пиштољем говори му да врати Мараша. Он јој говори да не може, јер је Мараш прешао све могуће границе. |                    |               |                 |                                    |                     |
| 4 | 4                  | „Епизода 1.4” | Милош Аврамовић | Петар Михајловић и Милош Аврамовић | 2. октобар 2022.    |
| У финалу пратимо коначан обрачун Мараша са Чавдаром, да ли ће Мараш успети да извуче брата од бугарске мафије и шта је Црвени предузео да Петра извуче из Бугарске и како му је сервирао шок од кога ће се Петар тешко опоравити. |                    |               |                 |                                    |                     |

## Музика
Као и у првом делу, и за потребе овог филма је Милош Аврамовић и остатак продукцијске екипе сарађивао са бројним хип хоп музичарима који су објавили нове песме за потребе овог филма и серије:
- Анђела Јовановић, Више нисам своја[3][4]
- Ђус и Шолаја, Панцир[4]
- Јостра и Елдорадо, Успех и моћ[4]
- Инас, АП[5]
- Девито, Маме ми[4]
- Voyage и J Fado, Плеши[6]
- Djomla KS x Милош Радовановић, Убрзање[7]
- Ferox & Москов, Freak[8]
- Давид x Кира, Шта ми је[9]
- Газда Паја, Пусти мајко[10]